# بوتش لويس
بوتش لويس (بالإنجليزية: Butch Lewis)‏ هو لاعب كرة قدم أمريكية أمريكي، ولد في 1 ديسمبر 1987.

## وصلات خارجية
- بوتش لويس على موقع مرجع كرة القدم المحترفة.كوم (الإنجليزية)